# Alexander Macmillan (hrabia)
Alexander Daniel Alan Macmillan, 2. hrabia Stockton (ur. 10 października 1943 w Oswestry) – brytyjski polityk, były członek Izby Lordów, poseł do Parlamentu Europejskiego V kadencji.

## Życiorys
Jest najstarszym synem Maurice’a Macmillana (syna Harolda Macmillana) oraz Katherine Ormsby-Gore (córki Williama Ormsby’ego-Gore). Kształcił się w Eton College, następnie studiował na Uniwersytecie Paryskim i na University of Strathclyde.
W 1963 rozpoczął pracę dla „Glasgow Herald”. W 1965 został korespondentem zagranicznym „The Daily Telegraph”, zaś w latach 1968–1970 był głównym zagranicznym korespondentem The Sunday Telegraph. W 1970 został udziałowcem rodzinnej firmy wydawniczej Macmillan Publishers, w 1984 objął funkcję jej wiceprezesa, a rok później prezesa. Między 1970 a 1989 zajmował się również rodzinnymi posiadłościami ziemskimi na południu Anglii, liczącymi ok. 2000 akrów powierzchni. Posiadał liczne stada bydła i owiec. Reprezentował rolników z Sussex, Kentu i Surrey w sporach z ministerstwem środowiska po huraganie 1987. W 1994 przeprowadził się do zachodniego Devon, gdzie zakupił kolejne 300 akrów ziemi, głównie pod pastwiska.
Po śmierci dziadka w 1986 odziedziczył tytuł hrabiego Stockton i zasiadł w Izbie Lordów. Zajmował się tam głównie sprawami europejskimi, edukacją, obroną narodową i ustawodawstwem w sprawie alarmów przeciwpożarowych. Członkostwo w wyższej izbie brytyjskiego parlamentu utracił w związku z reformą w 1999. W latach 1999–2004 z ramienia Partii Konserwatywnej sprawował mandat posła do Parlamentu Europejskiego. Należał m.in. do frakcji chadeckiej, pracował w Komisji Spraw Konstytucyjnych i w Komisji Petycji. Reprezentował Europarlament w Konwencie Europejskim.

## Życie prywatne
W 1970 poślubił Helene Birgitte Hamilton, córkę Alana Hamiltona. Małżeństwo to zakończyło się rozwodem w 1991. Do tego czasu małżonkowie doczekali się syna Daniela Maurice’a Alana (ur. 1974), wicehrabiego Macmillan of Ovenden, a także dwóch córek: Rebekki Elisabeth (ur. 1980) i Louisy Alexandry (ur. 1982). 23 grudnia 1995 hrabia Stockton poślubił Mirandę Quarry, byłą żonę aktora Petera Sellersa.